# Dorcadion drusum
Dorcadion drusum är en skalbaggsart som beskrevs av Louis Alexandre Auguste Chevrolat 1870. Dorcadion drusum ingår i släktet Dorcadion och familjen långhorningar. Inga underarter finns listade i Catalogue of Life.